# Atletismo nos Jogos Pan-Americanos de 1999 - Salto triplo masculino
A prova do salto triplo masculino nos Jogos Pan-Americanos de 1999 foi realizada em 30 de julho de 1999.

## Medalhistas
| Ouro                    | Prata                            | Bronze                 |
| Yoelbi Quesada CUB Cuba | LaMark Carter USA Estados Unidos | Michael Calvo CUB Cuba |

### Final
| Posição           | Nome               | Nacionalidade             | Marca | Notas |
| ----------------- | ------------------ | ------------------------- | ----- | ----- |
| Medalha de ouro   | Yoelbi Quesada     | CUB Cuba                  | 17.19 |       |
| Medalha de prata  | LaMark Carter      | USA Estados Unidos        | 17.09 |       |
| Medalha de bronze | Michael Calvo      | CUB Cuba                  | 17.03 |       |
| 4                 | Brian Wellman      | BER Bermudas              | 16.32 |       |
| 5                 | Desmond Hunt       | USA Estados Unidos        | 16.00 |       |
| 6                 | Leevan Sands       | BAH Bahamas               | 15.51 |       |
| 7                 | Lloyd Browne       | SKN São Cristóvão e Neves | 15.43 |       |
| 8                 | Dwane Magloire     | LCA Santa Lúcia           | 15.27 |       |
| 9                 | Sheldon Hutchinson | JAM Jamaica               | 15.11 |       |